# Francis Ponge
Francis Ponge (ur. 27 marca 1899, zm. 6 sierpnia 1988) – poeta i prozaik francuski. 

## Życiorys
Był autorem zwięzłych poematów prozą (m.in. Le grand recueil z 1961) stanowiących próbę ścisłego opisu przedmiotów, co zbliża twórczość Ponge'a do eksperymentalnej techniki tzw. nowej powieści. Polski wybór jego utworów w zbiorze Utwory wybrane opublikowany został w 1969 roku.

## Twórczość
- Le Parti pris des choses (1942)
- Proêmes (1948)
- La Rage de l'expression (1952)
- Le Grand Recueil (I. "Méthodes", 1961 ; II. "Lyres", 1961 ; III "Pièces", 1962)
- Pour un Malherbe (1965)
- Le Savon (1967).
- Interviews with Philippe Sollers (1970).
- La Fabrique du Pré (1971).
- Comment une figue de parole et pourquoi (1977)
- Pages d'atelier, 1917-1982 (2005)